# The Bootleg Series Vol. 6: Bob Dylan Live 1964, Concert at Philharmonic Hall
The Bootleg Series Vol. 6: Bob Dylan Live 1964, Concert at Philharmonic Hall es un álbum en directo del músico estadounidense Bob Dylan, publicado por Columbia Records en marzo de 2004.
El álbum recoge el concierto completo ofrecido por Dylan el 31 de octubre de 1964 en el Philharmonic Hall de Nueva York. La lista de canciones estuvo dominada por canciones protesta, entre las que se incluyeron «The Times They Are a-Changin'», «A Hard Rain's a-Gonna Fall» y «The Lonesome Death of Hattie Carroll», y contó con la colaboración de Joan Baez cantando a dúo con Bob en tres temas. Además, interpretó versiones tempranas de tres canciones que fueron grabadas posteriormente en el álbum Bringing It All Back Home. Entre las nuevas composiciones, «It's Allright Ma (I'm Only Bleeding)» y «Mr. Tambourine Man» indicaban la nueva dirección musical que tomó Dylan en futuros álbumes, con letras que reflejaban un claro monólogo interior y que desechaban la protesta social. Aun retratado como símbolo de los derechos humanos y del movimiento pacifista, el concierto de Halloween de 1964 imprimió una transición en la carrera musical de Dylan.
El álbum debutó en la lista estadounidense Billboard 200 el 17 de abril de 2004 en el puesto veintiocho, mientras que en la lista británica UK Albums Chart alcanzó el puesto 33.

## Recopilación deThe Bootleg Series 6
Cuando Dylan y Sony comenzaron a planificar The Bootleg Series Vol. 6, no estaban seguros de qué publicar. Steve Berkowitz, miembro de A&R en Sony Music que trabajó en las anteriores ediciones de The Bootleg Series con la oficina de Dylan, hizo hincapié en que la oficina de Dylan estaba detrás de las decisiones en torno a The Bootleg Series y no Sony. Según Berkowitz, en un primer momento se consideró publicar los conciertos ofrecidos en el Carnegie Hall y en el Town Hall de Nueva York, ambos de 1963, aunque fueron finalmente rechazados.
El concierto de Dylan ofrecido el día de Halloween de 1964 fue previamente publicado en bootlegs tanto en formato vinilo como en disco compacto, si bien ambos estaban incompletos y grabados con un sonido deficiente. Por el contrario, la edición oficial de The Bootleg Series Vol. 6 presentó el concierto completo y procedente de las cintas maestras originales.
Algunos críticos, incluyendo el biógrafo Clinton Heylin, se mostraron indiferentes con la publicación del concierto en el Philharmonic Hall. Heylin explicó en una entrevista: «Nunca consideré el concierto de Halloween como una interpretación. Dylan está muy concentrado cuando se trata de tocar las canciones nuevas... Pero el material viejo, está completa y totalmente aburrido con él. No es un buen concierto. Está claramente drogado. El concierto fue un hito real, no en el sentido positivo de la palabra, sino en el negativo porque muestra el momento en que Dylan estaba descarrilando».
Aun así, la publicación fue bien recibida por la mayoría de los críticos musicales. Rob Fitzpatrick dio al álbum una puntuación de 10 sobre 10 en la revista NME y lo definió como «completamente brillante».

## Lista de canciones
| Disco uno |                                                               |          |  |
| N.º       | Título                                                        | Duración |  |
| 1.        | «The Times They Are a-Changin'»                               | 3:29     |  |
| 2.        | «Spanish Harlem Incident»                                     | 3:07     |  |
| 3.        | «Talkin' John Birch Paranoid Blues»                           | 4:06     |  |
| 4.        | «To Ramona»                                                   | 6:01     |  |
| 5.        | «Who Killed Davey Moore?»                                     | 4:46     |  |
| 6.        | «Gates of Eden»                                               | 8:32     |  |
| 7.        | «If You Gotta Go, Go Now (Or Else You Got to Stay All Night)» | 4:06     |  |
| 8.        | «It's Alright, Ma (I'm Only Bleeding)»                        | 11:26    |  |
| 9.        | «I Don't Believe You (She Acts Like We Never Have Met)»       | 4:01     |  |
| 10.       | «Mr. Tambourine Man»                                          | 6:33     |  |
| 11.       | «A Hard Rain's A-Gonna Fall»                                  | 7:44     |  |

| Disco dos |                                             |          |  |
| N.º       | Título                                      | Duración |  |
| 1.        | «Talkin' World War III Blues»               | 5:52     |  |
| 2.        | «Don't Think Twice, It's All Right»         | 4:34     |  |
| 3.        | «The Lonesome Death of Hattie Carroll»      | 6:57     |  |
| 4.        | «Mama, You Been on My Mind» (Con Joan Baez) | 3:35     |  |
| 5.        | «Silver Dagger» (Con Joan Baez)             | 3:47     |  |
| 6.        | «With God on Our Side» (Con Joan Baez)      | 6:17     |  |
| 7.        | «It Ain't Me, Babe» (Con Joan Baez)         | 5:11     |  |
| 8.        | «All I Really Want to Do»                   | 4:01     |  |

## Personal
Músicos
- Bob Dylan: voz, guitarra y armónica
- Joan Baez: voz (en «Mama, You Been on My Mind», «Silver Dagger», «With God on Our Side» y «It Ain't Me, Babe»)

Equipo técnico
- Steven Berkowitz: productor
- Jeff Rosen: productor

## Posición en listas
| País              | Lista                  | Posición |
| ----------------- | ---------------------- | -------- |
| Alemania          | Media Control Charts   | 61       |
| Austria           | Ö3 Austria Top 40      | 52       |
| Bélgica (Flandes) | Ultratop 200 Albums    | 77       |
| Estados Unidos    | Billboard 200          | 28       |
| Francia           | SNEP Albums Chart      | 99       |
| Noruega           | VG-lista Top 40 Albums | 12       |
| Reino Unido       | UK Albums Chart        | 33       |
| Suecia            | Albums Top 60          | 18       |